# Feast of Wire
Albums de Calexico
Hot Rail
(2000) Garden Ruin
(2006)
Feast of Wire est un album de Calexico, sorti en 2003.

## L'album
Il fait partie des 1001 albums qu'il faut avoir écoutés dans sa vie. 

### Titres
Tous les titres sont de Joey Burns et John Convertino, sauf mentions. 
1. Sans titre (2:16)
2. Sunken Waltz (2:27)
3. Quattro (World Drifts In) (4:36)
4. Stucco (Burns) (0:20)
5. Black Heart (4:48)
6. Pepita (2:36)
7. Not Even Stevie Nicks... (2:42)
8. Close Behind (Burns) (2:51)
9. Woven Birds (3:46)
10. The Book and the Canal (1:45)
11. Attack el Robot! Attack! (3:17)
12. Across the Wire (3:25)
13. Dub Latina (2:19)
14. Güero Canelo (Burns) (2:57)
15. Whipping the Horse's Eyes (1:24)
16. Crumble (3:54)
17. No Doze (4:21)

### Musiciens
- Joey Burns : accordéon, basse, banjo, violoncelle, cuatro, guitare, mandoline, melodica, cloches d'orchestre, percussions, orgue, cordes, synthétiseur, vibraphone, voix
- Paul Niehaus : pedal-steel guitar
- Martin Wenk : accordéon, trompette, vibraphone
- Jacob Valenzuela : trompette
- Volker Zander : basse
- John Convertino : piano, batterie, percussions
- Nick Luca : guitare électrique, piano, synthétiseur, vibraphone
- Ed Kay : flûte
- Eddie Lopez : accordéon
- Craig Schumacher : trompette, synthétiseur, timbales, voix
- Joeseph Valenzuela, Jeff Marchant : trombone